# Aram di Delhi
Aram Shah (... – giugno 1211) fu il 2º sultano di Delhi, per soli otto mesi fra il 1210 e il 1211.
Alla morte di Qutb-ud-din agli inizi di novembre del 1210, Aram salì sul trono di Delhi. Non è chiaro il rapporto tra lui e il precedente sultano, anche se generalmente si ritiene che fosse suo figlio: Minhaj-i Siraj Juzjani infatti lo chiama "figlio di Qutb-ud-din" nel titolo di un capitolo del suo Tabaqat-i-Nasiri, ma altre fonti sembrano contraddire tale assunto: lo stesso Siraj in altre parti del libro afferma che Qutb-ud-din aveva tre figlie (due delle quali andarono in spose a Qubacha e la terza a Iltutmish) e non cita figli maschi, mentre Abu'l-Fazl sostiene che Aram fosse il fratello di Qutb-ud-din e altri che fosse un figlio adottivo. Si è anche ipotizzato che tra i due non ci fosse alcuna relazione familiare ma che Aram fosse stato comunque scelto come successore dai Chihalgani ("i Quaranta"), l'élite militare-amministrativa della tribù Ilbari.
Essi incoronarono Aram come nuovo sultano dell'Hindustan ma ben presto si resero conto di aver fatto una pessima scelta; Aram infatti si dimostrò sostanzialmente un incapace e i Quaranta cospirarono per sostituirlo con il governatore del Badaun, Iltutmish il quale rispose positivamente e si mosse con tutto il suo esercito contro Aram, sconfiggendolo nella piana di Jud dopo soli otto mesi di regno, nel giugno 1211. Non si sa con precisione cosa sia accaduto ad Aram dopo la battaglia, Siraj dice che fu martirizzato ma è ignoto se morì in battaglia o se fu giustiziato dopo essere stato preso prigioniero.